# Menzo Pieter Kingma Boltjes
Menzo Pieter Kingma Boltjes (Oostdongeradeel, 10 juni 1880 - Rotterdam, 6 oktober 1944) was een Nederlands chirurg, opleider en voorzitter van de Vereniging voor Heelkunde.

## Biografie

### Familie
Boltjes werd geboren als Menzo Pieter Boltjes, maar verkreeg met zijn vader bij Koninklijk Besluit van 6 november 1895 naamswijziging tot Kingma Boltjes. Hij was de zoon van notaris mr. Tjomme Ynte Kingma Boltjes (1842-1930) en Tettje Halbertsma (†1915). Hij trouwde in 1908 te Gronau met Anna van Delden (1883-1954) (die in de laatste plaats was geboren), telg uit een van de vele textielgeslachten uit Twente. Zij waren de schoonouders van microbioloog prof. dr. ir. Tjomme Ynte Kingma Boltjes (1901-2000) en zwager en schoonzus van prof. dr. Dirk van Gulik (1868-1935).

### Loopbaan
In zijn jeugd zat hij op het Stedelijk Gymnasium te Leeuwarden. Hij ging vervolgens medicijnen studeren en promoveerde te Leiden in 1912 op Intraperitoneale verwonding der urinewegen. Daarna werd hij arts te Leiden, tevens assistent en vervolgens vanaf 1918 hoofdassistent heelkunde aan de Rijksuniversiteit Leiden. Vanaf 1920 was hij verbonden aan het gemeentelijk ziekenhuis te Rotterdam waar hij werd aangesteld als chirurg; hij ontwikkelde zich tot specialist in de chirurgie van het maag-darmkanaal. Vanaf eind jaren 1930 werd hij door de rijksoverheid jaarlijks officieel benoemd tot opleider van co-assistenten. Hij was tevens gedurende enige tijd voorzitter van de Vereniging voor Heelkunde.